# The Day Is My Enemy
The Day Is My Enemy é o sexto álbum de estúdio da banda britânica de música eletrônica The Prodigy. Seu lançamento foi em 30 de março de 2015.
O título do álbum é uma referência a música "All Through the Night" de Cole Porter, em particular ao verso "the day is my enemy, the night my friend", entretanto foi a versão de Ella Fitzgerald da música que inicialmente inspirou o nome do álbum.

## Faixas
| N.º | Título                                  | Duração |  |
| 1.  | "The Day Is My Enemy"                   | 4:24    |  |
| 2.  | "Nasty"                                 | 4:03    |  |
| 3.  | "Rebel Radio"                           | 3:52    |  |
| 4.  | "Ibiza" (featuring Sleaford Mods)       | 2:45    |  |
| 5.  | "Destroy"                               | 4:28    |  |
| 6.  | "Wild Frontier"                         | 4:28    |  |
| 7.  | "Rok-Weiler"                            | 3:50    |  |
| 8.  | "Beyond the Deathray"                   | 3:08    |  |
| 9.  | "Rhythm Bomb" (featuring Flux Pavilion) | 4:12    |  |
| 10. | "Roadblox"                              | 5:00    |  |
| 11. | "Get Your Fight On"                     | 3:38    |  |
| 12. | "Medicine"                              | 3:56    |  |
| 13. | "Invisible Sun"                         | 4:16    |  |
| 14. | "Wall of Death"                         | 4:12    |  |

| Faixa bônus do iTunes |                      |         |  |
| N.º                   | Título               | Duração |  |
| 15.                   | "Rise of the Eagles" | 3:47    |  |

## Créditos
The Prodigy
- Keith Flint – vocal
- Liam Howlett – programação, teclados, sintetizadores, toca-discos e produção
- Maxim Reality – vocal